# Александер, Иэн
Иэн Александер (англ. Ian Alexander; род. 20 апреля 2001, Солт-Лейк-Сити, США) — американский актёр. Наиболее известен своей дебютной ролью Бака Ву в мистическом телесериале Netflix «The ОА», а также в роли Лева в компьютерной игре The Last of Us Part II и роли Вика в фильме 2018 года «Привидение».

## Карьера
Иэн Александер родился 20 апреля 2001 года в городе Солт-Лейк-Сити, штат Юта, США. Он начал карьеру в качестве актёра в 2015 году, дебютировав на большом экране в мистическом сериале «The ОА». В октябре 2017 года, американская компания-разработчик компьютерных игр Naughty Dog, объявила что Иэн был избран в актёрский состав на роль Лева в компьютерной игре The Last of Us Part II. Позже в 2018 году, Иэн снялся в художественном фильме Майкла Сакси «Привидение» в роли Вика, основанном на одноимённом романе американского писателя Дэвида Левитана. В 2020 году было объявлено, что Иэн Александер присоединился к съёмочной группе сериала «Звёздный путь: Дискавери», где он играет первого трансгендерного персонажа во Вселенной Дискавери.

## Фильмография
| Год  |     | Русское название         | Оригинальное название  | Роль     |
| ---- | --- | ------------------------ | ---------------------- | -------- |
| 2016 | с   | ОА                       | The ОА                 | Бак Ву   |
| 2017 | кор | —                        | Déjà Vu                | Лэнс     |
| 2018 | ф   | Привидение               | Every Day              | Вик      |
| 2020 | ки  | Одни из нас: Часть II    | The Last of Us Part II | Лев      |
| 2020 | с   | Звёздный путь: Дискавери | Star Trek: Discovery   | Грей Тал |